# Теорема о разностях
Теорема о разностях — теорема, связывающая понятия производной и прямой конечной разности высших порядков для степенной функции натурального показателя степени.

## Теорема
Теорема о разностях утверждает, что для любой степенной функции с натуральным показателем степени справедливо равенство производной и конечной разности порядка, равного показателю степени и равняется показателю степени под знаком факториала.

### Доказательство
Рассмотрим степенную функцию вида {\displaystyle f(x_{i})=x_{i}^{n},\ x_{i}=i\cdot \Delta x,\ \Delta x=x_{i+1}-x_{i}}, где {\displaystyle i,\ n} — натуральные числа. Прямая конечная разность порядка {\displaystyle n} для такой функции равняется:
{\displaystyle {\frac {\Delta ^{n}(x_{i}^{n})}{(\Delta x)^{n}}}=\sum _{k=0}^{n}{n \choose k}(-1)^{k}\cdot {\big (}i+n-k{\big )}^{n}=n!}
По определению производной, для функции вида {\displaystyle f(x)=x^{n}} имеем производную порядка
{\displaystyle n}: {\displaystyle f^{(n)}(x)=n!}.
Таким образом, соблюдается равенство
{\displaystyle {\frac {d^{n}(x^{n})}{dx^{n}}}={\frac {\Delta ^{n}(x_{i}^{n})}{(\Delta x)^{n}}}=n!}